# Sammy Angott

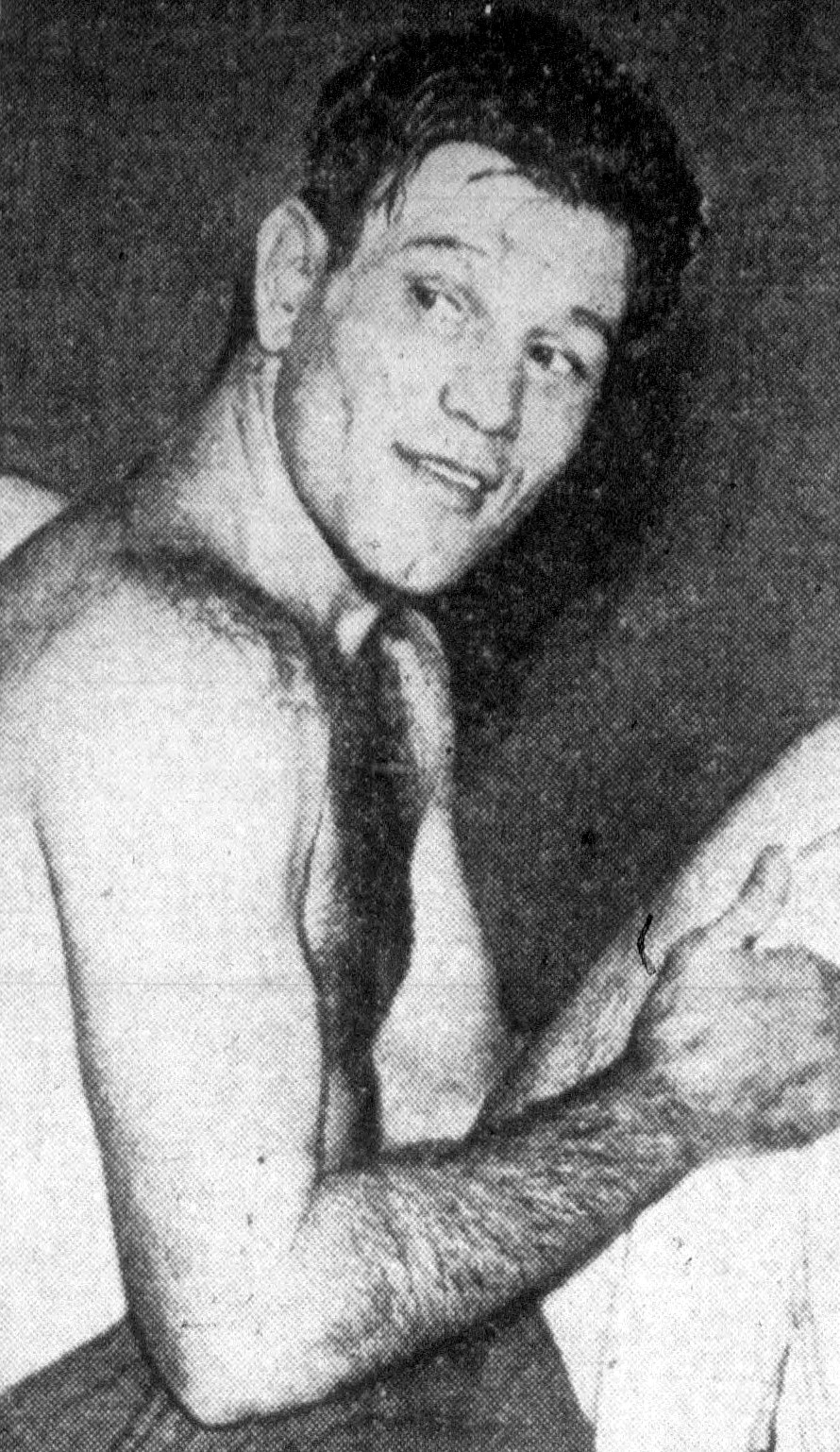
Sammy Angott (1943)

Sammy Angott (* 16. Januar 1915 in Washington (Pennsylvania) als Samuel Engotti; † 22. Oktober 1980) war ein US-amerikanischer Leichtgewichts-Boxer, der seinen wichtigsten Titel gegen Lew Jenkins errang (Weltmeister im Leichtgewicht).
Angott begann im Jahr 1935 zu boxen und gewann unter anderem Kämpfe gegen Davey Day, Lenny Mancini, Allie Stolz und Ike Williams und verlor unter anderem gegen Fritzie Zivic und Sugar Ray Robinson, bis er im August 1950 mit 99 Siegen, 28 Niederlagen und 8 Unentschieden seine Karriere beendete und 1998 in die International Boxing Hall of Fame aufgenommen wurde.
| Personendaten    | Personendaten                     |
| ---------------- | --------------------------------- |
| NAME             | Angott, Sammy                     |
| ALTERNATIVNAMEN  | Engotti, Samuel (wirklicher Name) |
| KURZBESCHREIBUNG | US-amerikanischer Boxer           |
| GEBURTSDATUM     | 16. Januar 1915                   |
| GEBURTSORT       | Washington (Pennsylvania)         |
| STERBEDATUM      | 22. Oktober 1980                  |